# Plano Marshall

Mapa da Europa dos países que receberam ajuda do Plano Marshall. As colunas azuis mostram a quantidade total relativa de ajuda por país.

O Plano Marshall (conhecido oficialmente como Programa de Recuperação Europeia) foi o principal plano dos Estados Unidos para a reconstrução dos países aliados da Europa nos anos seguintes à Segunda Guerra Mundial. A iniciativa recebeu o nome do Secretário de Estado dos Estados Unidos, George Marshall.  
Os estadunidenses deram ajuda econômica a vários países da Europa, em valores que variam, a depender das fontes utilizadas, entre 12,6 a 14 bilhões de dólares na época, o equivalente a cerca de 100 bilhões de dólares em 2018, valor ajustado pela inflação. As estimativas de 12,6 bilhões de dólares têm como referência os valores inscritos no orçamento dos Estados Unidos. Este montante, deflacionado para 2020, corresponderia a cerca de 132 bilhões de dólares. 
Análises mais recentes apontam que esse cálculo subestima o real peso desses recursos empregados pelo Plano. Essa injeção de recursos, tanto considerando o tamanho da economia e do orçamento dos Estados Unidos à época quanto, principalmente, sua importância para uma economia europeia quase completamente destruída pela guerra, teve um peso de fato muito maior. 
Para evitar subestimar esse peso apenas com a estimativa de gastos deflacionados, um  estudo apresentado pelo Instituto de Pesquisa Econômica Aplicada (Ipea) considerou a proporção do orçamento gasto com o Plano Marshall pelo Governo dos Estados Unidos, entre 1948 a 1951, e o quanto isso representaria em proporção equivalente do orçamento de 2020. Para um orçamento total dos Estados Unidos estimado, em 2020, em US$ 4,59 trilhões, um novo Plano Marshall desembolsaria, ao longo dos quatro anos em que esteve vigente, algo em torno de US$ 1,35 trilhão, em valores de 2020, para se equiparar àqueles gastos.
Os recursos foram entregues para ajudar na recuperação dos países europeus que se juntaram à Organização Europeia para a Cooperação e Desenvolvimento Econômico.
Substituindo o anterior Plano Morgenthau, operou por quatro anos a partir de 2 de abril de 1948. Os objetivos dos Estados Unidos eram reconstruir regiões devastadas pela guerra, remover barreiras comerciais e modernizar a indústria, melhorar a prosperidade europeia e impedir a disseminação do comunismo. O Plano Marshall exigiu uma redução das barreiras interestaduais, uma queda de muitos regulamentos e encorajou um aumento da produtividade, bem como o sindicalismo e os novos modelos de negócios "modernos".
A ajuda do Plano foi dividida entre os países beneficiários em uma base per capita. Maiores quantidades foram dadas às grandes potências industriais, já que a principal ideia era de que seu renascimento seria essencial para a prosperidade geral da Europa. Essas nações aliadas receberam um pouco mais de ajuda per capita do que os ex-membros do Eixo ou os países que permaneceram neutros. O maior beneficiário do dinheiro do Plano Marshall foi o Reino Unido (que recebeu cerca de 26% do total), seguido da França (18%) e da Alemanha Ocidental (11%). Cerca de dezoito países europeus receberam benefícios do Plano. Apesar de ter sido prometida, durante a guerra, que receberia ajuda financeira, a União Soviética recusou-se a participar do programa por medo de perder sua independência econômica; além disso, também bloqueou a possível participação de países da Europa Oriental, como a Alemanha Oriental, Checoslováquia, Hungria e Polônia. Os Estados Unidos forneceram programas de ajuda similares na Ásia, mas não faziam parte do Plano Marshall.
Destaca-se, no entanto, que o papel dos Estados Unidos na rápida recuperação tem sido debatido. Muitos rejeitam a ideia do país milagrosamente reviver a Europa, já que as evidências mostram que alguma recuperação já estava em andamento. As subvenções do Plano Marshall foram concedidas a uma taxa que não era muito maior em termos de fluxo do que a ajuda anterior da UNRRA e representavam menos de três por cento da renda nacional combinada dos países receptores entre 1948 e 1951, o que significaria um aumento no crescimento do PIB de apenas 0,3%.
Eichengreen e Uzan (1992), porém, usaram modelos econométricos para calcular os impactos positivos do Plano na reconstrução europeia que atestam seus efeitos positivos. Em estudo do Ipea, Lassance aponta que o ERP funcionou como uma espécie de “motor de arranque” para a retomada do crescimento europeu. Os aportes foram importantes na medida em que os Estados nacionais europeus, no pós Segunda Guerra, estavam descapitalizados, e havia "um clima de paralisia e desconfiança que amedrontava os agentes econômicos quanto ao futuro da Europa".
O pesquisador também ressalta que os efeitos de retomada exuberante alcançados pela Europa foram sobretudo obra dos próprios governos europeus, pelo menos dos que aplicaram esses recursos em infraestrutura, educação e saúde, além de terem desenvolvido uma economia política do bem-estar, por meio da tributação progressiva. Foi essa combinação, e não o Plano Marshall, isoladamente, que garantiu taxas de crescimento elevadas em vários países, mas não todos. Segundo este estudo, o Plano Marshall não colecionou apenas êxitos, mas também fracassos, como foi o caso de Portugal, Grécia e Turquia, que receberam recursos, mas "que não se industrializaram nem se democratizaram ou construíram Estados de bem-estar social mínimos, nas décadas de 1950 e 1960".

## Ajuda financeira recebida
A tabela abaixo, cujas informações foram tiradas do livro The Marshall Plan Fifty Years Later, mostra a ajuda do Plano Marshall por país e ano (em milhões de dólares). Não existe um consenso claro sobre os valores exatos, já que diferentes estudiosos diferem em exatamente quais elementos da ajuda americana durante este período faziam parte do Plano.
| País                 | 1948-49 (milhões de dólares) | 1949-50 (milhões de dólares) | 1950-51 (milhões de dólares) | Total (milhões de dólares) |
| -------------------- | ---------------------------- | ---------------------------- | ---------------------------- | -------------------------- |
| Reino Unido          | 1 316                        | 921                          | 1 060                        | 3 297                      |
| França               | 1 085                        | 691                          | 520                          | 2 296                      |
| Itália e Trieste     | 594                          | 405                          | 205                          | 1 204                      |
| Alemanha             | 540                          | 438                          | 500                          | 1 448                      |
| Países Baixos        | 471                          | 302                          | 355                          | 1 128                      |
| Bélgica e Luxemburgo | 195                          | 222                          | 360                          | 777                        |
| Suíça                | 125                          | 125                          | 250                          | 500                        |
| Áustria              | 232                          | 166                          | 70                           | 488                        |
| Dinamarca            | 103                          | 87                           | 195                          | 385                        |
| Noruega              | 82                           | 90                           | 200                          | 372                        |
| Grécia               | 175                          | 156                          | 45                           | 366                        |
| Suécia               | 39                           | 48                           | 260                          | 347                        |
| Portugal             | 35                           | 35                           | 70                           | 140                        |
| Turquia              | 28                           | 59                           | 50                           | 137                        |
| Irlanda              | 88                           | 45                           | 13                           | 133                        |
| Islândia             | 6                            | 22                           | 15                           | 43                         |

## Efeitos
O Plano Marshall resultou em um incrível crescimento econômico para os países europeus envolvidos e uma grande influência, fazendo os beneficiados terem dívidas em dólares para depois pagá-las. De 1948 a 1952, a Europa experimentou o período de máximo crescimento econômico de sua história. A produção industrial cresceu 35%, e a produção agrícola havia superado níveis dos anos pré-guerra.